# Calès (Dordogne)
Calès ist eine französische Gemeinde mit 373 Einwohnern (Stand 1. Januar 2022) im Département Dordogne in der Region Nouvelle-Aquitaine (vor 2016: Aquitanien). Sie gehört zum Arrondissement Bergerac und zum Kanton Lalinde.
Der Name lautet in der okzitanischen Sprache Calés und geht auf den Wortstamm „kal“ zurück, der „Stein“ oder „Felsen“ bedeutet, wahrscheinlich im Zusammenhang mit dem lateinischen Suffix „ensem“. Er weist auf die Kalkfelsen hin, die steil über das Tal der Dordogne aufragen.
Die Einwohner werden Calésiens und Calésiennes genannt.

## Geographie
Calès liegt ca. 25 km östlich von Bergerac in der historischen Provinz Périgord.
Umgeben wird Calès von den Nachbargemeinden:
| Mauzac-et-Grand-Castang |                                             | Trémolat              |
|                         | Kompassrose, die auf Nachbargemeinden zeigt |                       |
| Badefols-sur-Dordogne   | Molières                                    | Le Buisson-de-Cadouin |

Calès liegt am linken Ufer und somit im Einzugsgebiet des Flusses Dordogne. Der Bélingou durchquert das Gebiet der Gemeinde und mündet in die Dordogne in Calès.

## Geschichte
Im Jahr 1124 wurde die Gemeinde Calès erstmals in den Schriften erwähnt. Ein Aquädukt und Überbleibsel einer gallorömischen Siedlung belegen eine weit frühere Besiedelung an der geografisch bevorzugten Lage in einer Schleife der Dordogne.
Als einst Gabarren auf der Dordogne fuhren, besaß Calès zwei Häfen, deren Anlagestellen noch heute sichtbar sind. Sie dienten zum Beladen der Boote mit Holz und Löschen der Fracht, die gewöhnlich aus Weinen aus Bordeaux bestand.

### Toponymie
Toponyme und Erwähnungen von Calès waren:
- Parochia Calensis (1124, Kopialbuch der Abtei Cadouin),
- Caleysh (1253, Volkszählung in Badefols),
- Caleys (1281, Kopialbuch der Abtei Cadouin),
- Callezium (1365, Collection de l’abbé de Lespine),
- Cales (1750, Karte von Cassini),
- Calés (1793, Notice Communale),
- Calès (1801, Bulletin des Lois).[6][7][8]

### Einwohnerentwicklung
Nach Beginn der Aufzeichnungen stieg die Einwohnerzahl in der Mitte des 19. Jahrhunderts auf einen Höchststand von 720. In der Folgezeit sank die Größe der Gemeinde bei kurzen Erholungsphasen bis zu den 1990er Jahren auf rund 290 Einwohner, bevor eine Phase moderaten Wachstums einsetzte, die heute noch anhält.
| Jahr      | 1962 | 1968 | 1975 | 1982 | 1990 | 1999 | 2006 | 2010 | 2022 |
| --------- | ---- | ---- | ---- | ---- | ---- | ---- | ---- | ---- | ---- |
| Einwohner | 390  | 380  | 343  | 312  | 289  | 304  | 350  | 374  | 373  |

## Sehenswürdigkeiten

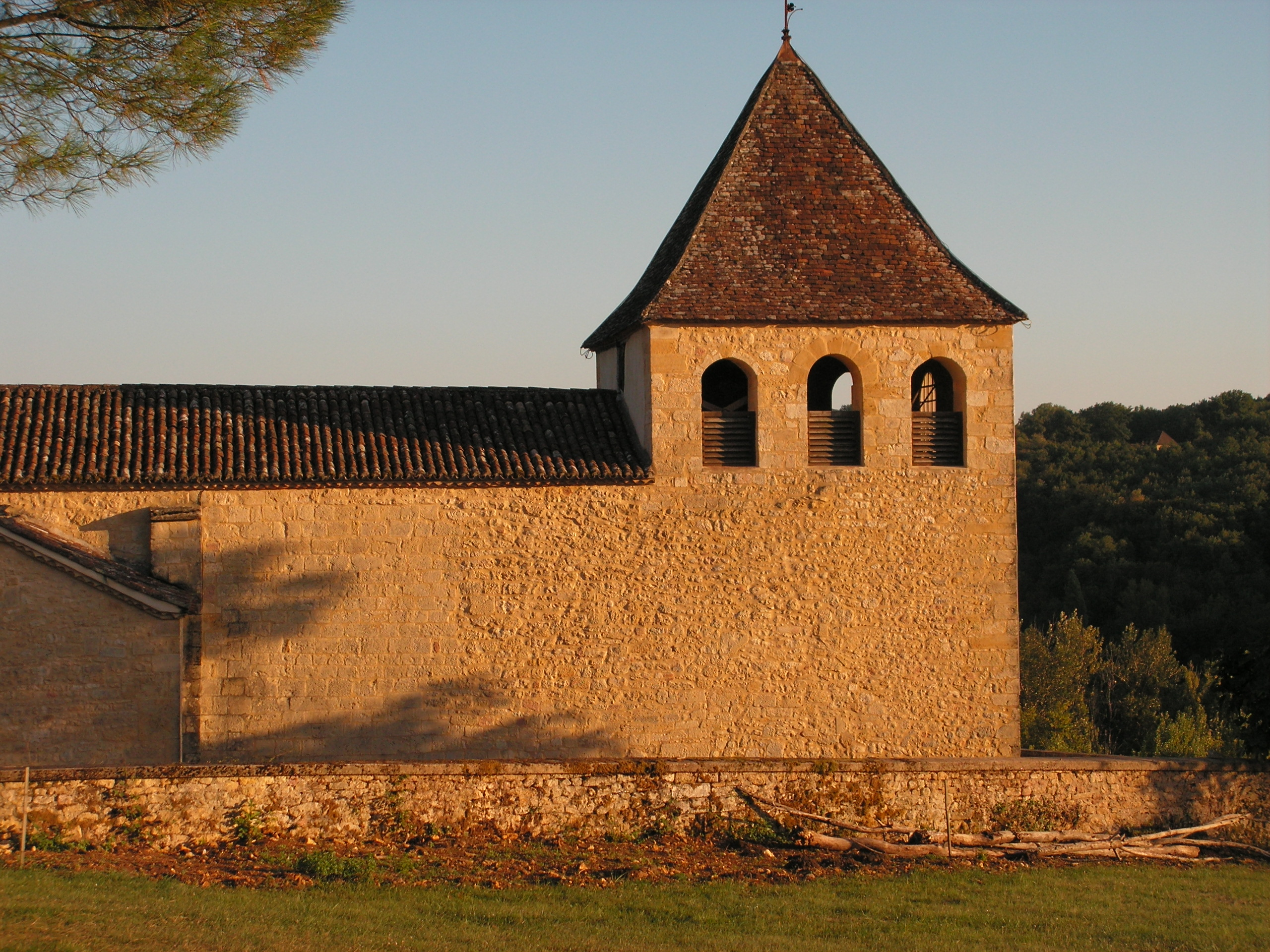
Pfarrkirche Saint-Médard

### Pfarrkirche Saint-Médard
Die Medardus von Noyon geweihte Kirche wurde bereits im 12. Jahrhundert errichtet. Sie erfuhr zahlreiche Umbauten und Restaurierungen im Laufe der Jahrhunderte. Der frühere Glockenturm aus Holz wurde aufgrund eines Brandes zerstört und 1834 aus Stein wieder aufgebaut. An der nördlichen Wand des Langhauses ist eine Seitenkapelle angefügt. Die südliche Fassade wird von schmalen Strebepfeilern akzentuiert. Im Inneren der Kirche befindet sich eine hölzerne Marienstatue aus dem 15. Jahrhundert.

### Teich der ehemaligen Mühle von Traly
Zahlreiche Legenden ranken sich um den Teich, der ganzjährig von nicht weniger als sieben Quellen mit einer gleichen Temperatur von 12° C gespeist wird.

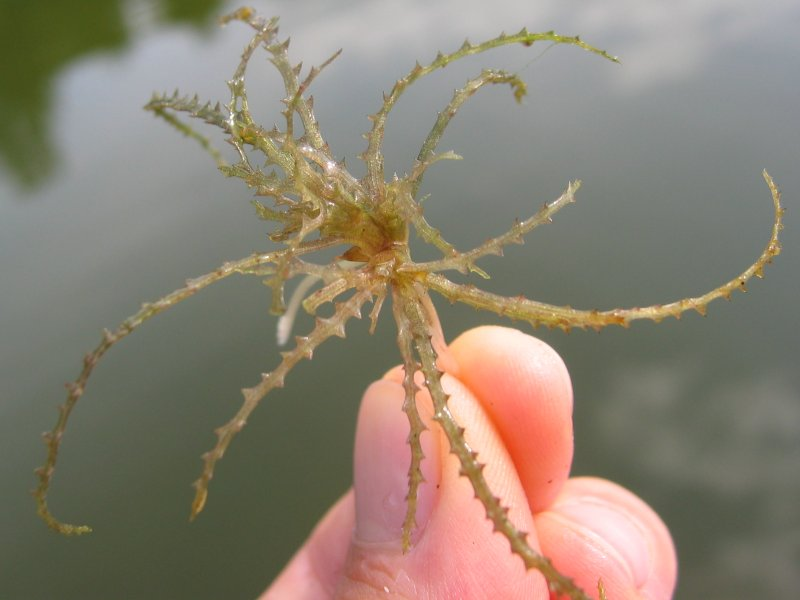
Großes Nixenkraut

### Naturschutzgebiet
Um die landwirtschaftlich genutzten Flächen auf den heutigen Stand zu begrenzen, die Steilküste und den Wald an der Schleife der Dordogne zu schützen und eine weitere Ausbreitung von urbaner Bebauung zu vermeiden, wurde 1965 und erneut 1985 ein Gebiet von 475 Hektar bzw. 449 Hektar unter Naturschutz gestellt.
Am Wehr zwischen den Gemeinden Mauzac-et-Grand-Castang und Calès wurde eine Zone naturelle d'intérêt écologique, faunistique et floristique Typ 1 ausgewiesen. Das Interesse gilt dem Schutz von Flora und Fauna, insbesondere des Großen Nixenkrauts (Najas marina).

## Wirtschaft und Infrastruktur
Calès liegt in den Zonen AOC der Noix du Périgord, der Walnüsse des Périgord, und des Nussöls des Périgord.

### Bildung
Die Gemeinde verfügt über eine öffentliche Vor- und Grundschule mit 16 Schülerinnen und Schülern im Schuljahr 2018/2019.

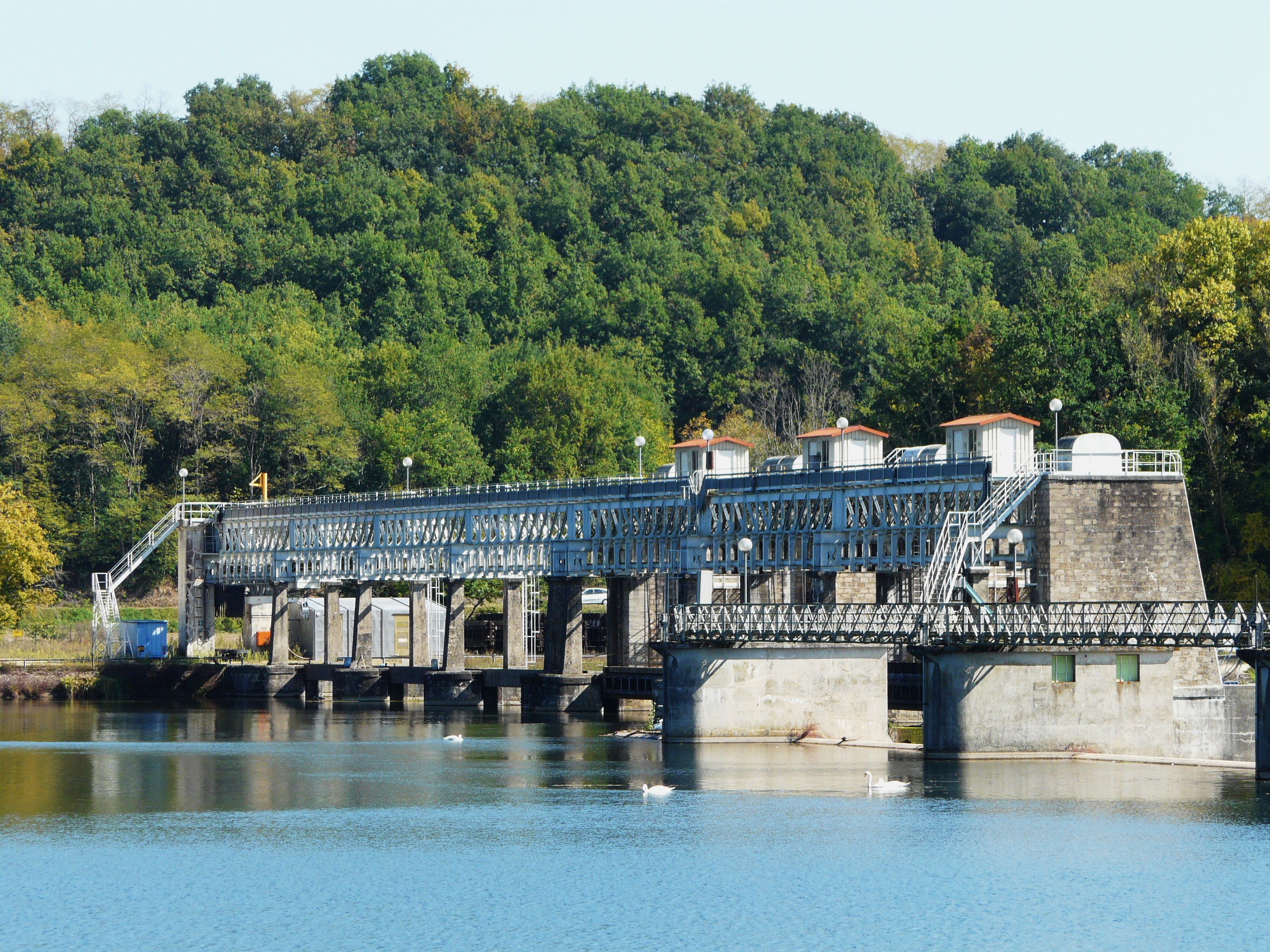
Wehr bei Calès

### Sport und Freizeit
Das Wasser der Dordogne wird durch ein Wehr zwischen den Gemeinden Mauzac-et-Grand-Castang und Calès aufgestaut, Elektrizität wird dabei erzeugt. Seit 1987 ist eine Fischtreppe eingerichtet. Die aufgestaute Wasserfläche zieht Angler, Segler, Ruderer und Betreiber des Kanusports an. Die Ufer sind befestigt und laden zum Spazierengehen ein.

### Verkehr

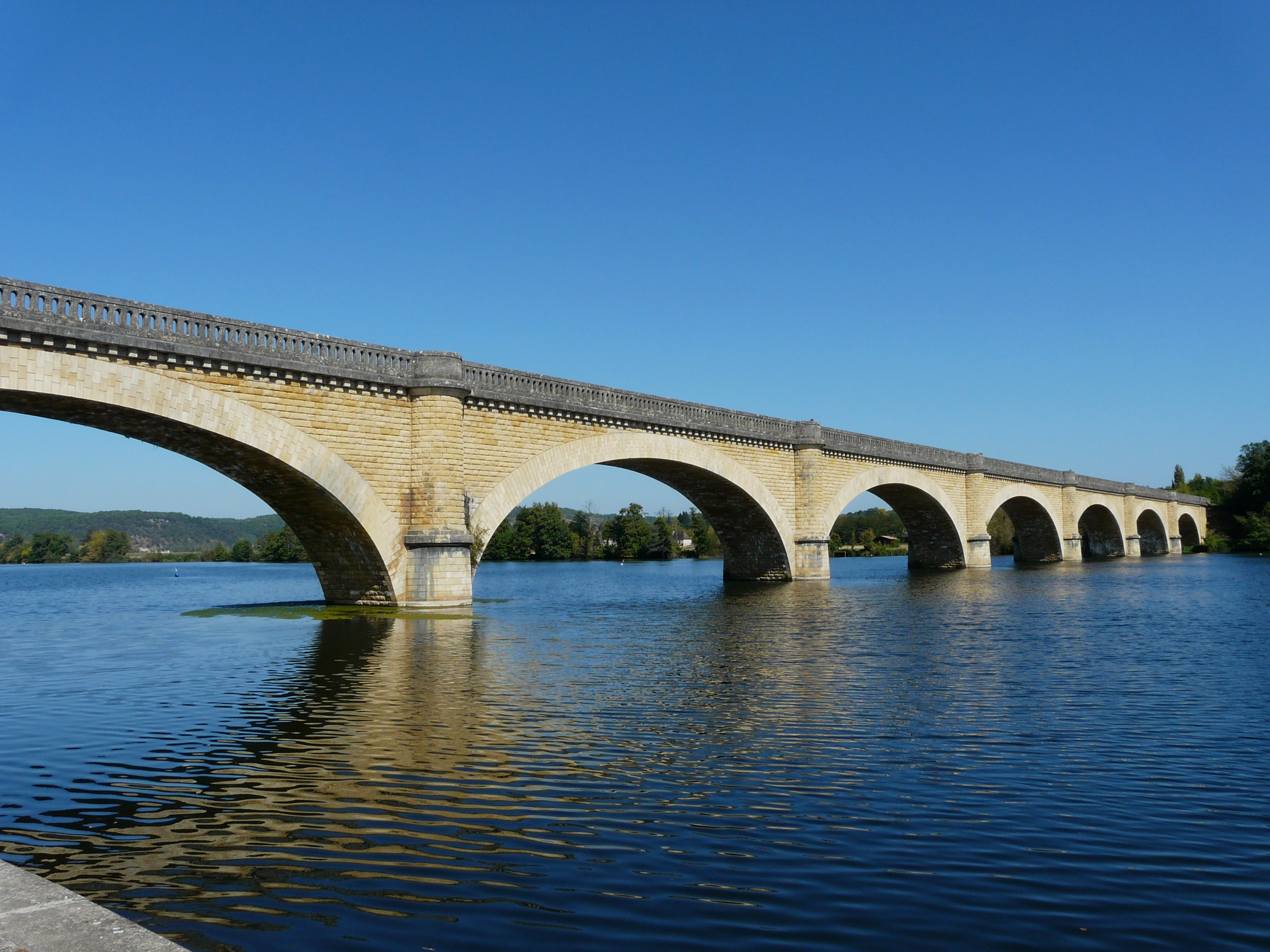
Eisenbahnbrücke bei Calès

Calès ist angebunden an die Verkehrsachse Bergerac–Sarlat-la-Canéda durch die Route départementale 29, die das südliche Gebiet der Gemeinde durchquert. Die Route départementale 29E2 zweigt von der D29 ab und bedient die nördlichen Ortsteile von Calès. Die Routes départementales 28 und 31 schaffen von dort eine Verbindung in Richtung Südosten zur Nachbargemeinde Le Buisson-de-Cadouin bzw. in Richtung Osten nach Trémolat, hier über eine Brücke über die Dordogne.
Die Linie 26 des TER Aquitaine, einer Regionalbahn der staatlichen SNCF, bedient die Strecke von Bordeaux nach Sarlat-la-Canéda. Sie durchquert das Gebiet der Gemeinde ohne Halt in Calès. Die nächsten Haltepunkte befinden sich in den Nachbargemeinden Mauzac-et-Grand-Castang und Trémolat.